# 떡납줄갱이
떡납줄갱이(Rhodeus suigensis, 문화어: 돌납주레기) 또는 납줄갱이는 잉어과 납줄개속에 속하는 민물고기이다. 일본과 대한민국에 서식한다. 1988년의 연구에서는 이 종과 각시붕어, 달납줄개가 아종 수준으로 유사하다고 판단하였으며, 대한민국의 학계에서는 달납줄개를 이 종의 동종이명으로 보고 있으나, 일본에서는 다른 것으로 분류한다. 대한민국에서는 R. notatus를 이 종의 이명으로 보는데, 그 밖의 나라에서는 이를 흰줄납줄개의 이명으로 취급한다. 학명은 대한민국 경기도 수원(水原)의 일본어 발음에서 유래하였으며, 이 때문에 서호납줄갱이와 혼동되기도 하였다.